# Killzone 2
Killzone 2 ist ein Science-Fiction-Ego-Shooter, entwickelt von Guerrilla Games und vertrieben von Sony Computer Entertainment Europe. Nach Killzone (PlayStation 2) und Killzone: Liberation (PlayStation Portable) ist es das dritte Spiel der Serie und wird exklusiv für die PlayStation 3 vertrieben. Das Spiel wurde auf der E3 2005 angekündigt, erste Einblicke in das Gameplay gab es zwei Jahre später auf der gleichen Messe. In Deutschland erschien das Spiel am 25. Februar 2009.

## Handlung
Der Spieler schlüpft in die Rolle als einer der Invasoren, welche diesmal den Hauptplaneten „Helghan“ angreifen, nachdem die militärischen Ressourcen der Helghast angeblich durch den Angriff auf eine der Erdkolonien mit der Bezeichnung „Vekta“ geschwächt sein soll. Das Hauptziel des Unterfangens ist die Festnahme des berüchtigten Helghast-Führers „Scolar Visari“. Die Marines glauben, sie hätten leichtes Spiel und die Invasion würde nicht länger als einen Monat dauern (Zitat des Protagonisten im Intro „In a month they said“). Doch die Helghast sind stärker als gedacht. Eine propagandabedingt noch überaus motivierte Armee aus Soldaten und Kriegsmaschinen sowie die gefährlichen Wetterverhältnisse, an die sich die Helghast angepasst haben, machen das Unterfangen mehr als schwer. Nachdem letztlich auch die Invasionsflotte mit der Kommandozentrale über Helghan vernichtet wird, bleibt den Angreifern nichts anderes übrig, als den Anführer der Helghast so schnell wie möglich unschädlich zu machen. So raufen sich die wenigen Überlebenden zusammen und starten im letzten Akt einen Angriff auf den Palast der Helghast, in dem sich Diktator Visari verschanzt hat. Nachdem dieser während einer emotionalen Diskussion mit dem Protagonisten von einem der Teammitglieder aus Wut erschossen wird, erscheinen in der Abschlussszene über dem Palast Kriegsflotten der Helghast und man kann daraus schließen, dass die wirkliche Schlacht gerade erst begonnen hat. Nach Visaris letzten Worten („The Madness begins“), setzt sich der Protagonist (schon fast verzweifelt) auf eine Treppe, während der Rest des Teams sich auf einen übermächtigen Gegner vorbereitet.

## Mehrspieler
Der Mehrspieler-Modus von Killzone 2 bekam sehr gute Kritiken. Hier ist der Spieler auf der Seite der Menschen oder Helghast und bekämpft sich auf verschiedenen Karten. Neben dem klassischen (Team-)Deathmatch gibt es auch Missionsziele innerhalb eines Multiplayergefechts zu bewältigen. Sei es das Ausschalten eines zufälligen Spielers der anderen Fraktion, das Sprengen von strategisch wichtigen Objekten oder auch das Einsammeln von Propagandageräten. Während bei der Elimination eines Spielers und beim Sprengen eine Fraktion Verteidiger und eine Angreifer ist, müssen beim Einsammeln beide Fraktionen um herumliegende Lautsprecher kämpfen und zu unterschiedlichen Punkten auf der Karte bringen.
Durch das Absolvieren von Missionen und Töten von gegnerischen Mitspielern erhält man Erfahrungspunkte, die dazu führen, Ränge aufzusteigen, um zum Beispiel Waffen und Charakterklassen freizuschalten.
Ist man am Anfang lediglich der Standardsoldat mit einem Gewehr, so kann man sich etwa den Scharfschützen mit der Unsichtbarkeitsfähigkeit erspielen, wodurch die Motivation gestärkt wird. Das implementierte Rangsystem wird von Rang zu Rang höher angesetzt, um einen langfristigen Spielspaß zu gewährleisten.
Ein wichtiger Grund für die vielen positiven Bewertungen sind die auf der PlayStation 3 einzigartigen Turnier- und Clanherausforderungen. Wie in vielen Spielen ist es auch hier möglich, Clans zu erstellen, Clantags zu tragen und Spieler einzuladen. Jedoch mit einem großen Unterschied, was Killzone 2 einzigartig macht. Es gibt ein richtiges Clansystem, bei dem sich Clans in Form von Turnieren mit bis zu 64 Clans und 32 Spielern oder in Herausforderungen messen können. Als Einsatz gibt es die Währung "Valoren" (Mutpunkte), die man beim Gewinnen eines Turnieres mit Glück verdoppeln kann. Somit steigt man in der internationalen Clanrangliste weiter auf. Des Weiteren ist es dem Clananführer möglich, im Spiel Offiziere zu ernennen, die ihn bei der Spieler- und Turnierplanung unterstützen.
Viel Zuspruch bekam dieses neuartige Clansystem von allen Ländern rund um den Globus.

## Waffen
Der Großteil des Waffenarsenals besteht aus realistischen Waffen, wie Flammenwerfer, Granatwerfer und Maschinengewehr, aber es gibt auch futuristische Waffen wie die Elektrowerfer der Helghast.
Außerdem besitzt man die Möglichkeit im Nahkampf mit einem Messer zu attackieren.

## Rezeption
Der Metascore von Killzone 2 liegt bei 91 von 100 erreichbaren Punkten.